# ダブルインバーテッドブリーブ
ダブルインバーテッドブリーブは、2つの文字を結ぶのに使われるための弧状の符号。タイとも呼ばれる。
国際音声記号では、破擦音や二重調音を示す場合に用いる。文字の上に書いても下に書いても構わないことになっているが、上に書かれる場合が多い。
- 破擦音：[t͡s]（無声歯茎破擦音）など
- 二重調音：[k͡p]は無声両唇軟口蓋破裂音、[ɡ͡b]は有声両唇軟口蓋破裂音、[ŋ͡m]は両唇軟口蓋鼻音をあらわす。

Unicodeでは、2つの記号の間に置く。例えば[k͡p]は、「k」と「p」の間に「 ͡ 」を置くと「k」と「p」の上をまたぐ形で表示される。

## 符号位置
| 記号 | Unicode | JIS X 0213 | 文字参照       | 名称                                                            |
| ---- | ------- | ---------- | -------------- | --------------------------------------------------------------- |
| ͜     | U+035C  | -          | &#x35C; &#860; | Combining Double Breve Below                                    |
| ͡     | U+0361  | 1-11-50    | &#x361; &#865; | ダブルインバーテッドブリーブ（合成可能） 破擦音又は二重調音記号 |